# Hospital zum heiligen Geist (Zahna)

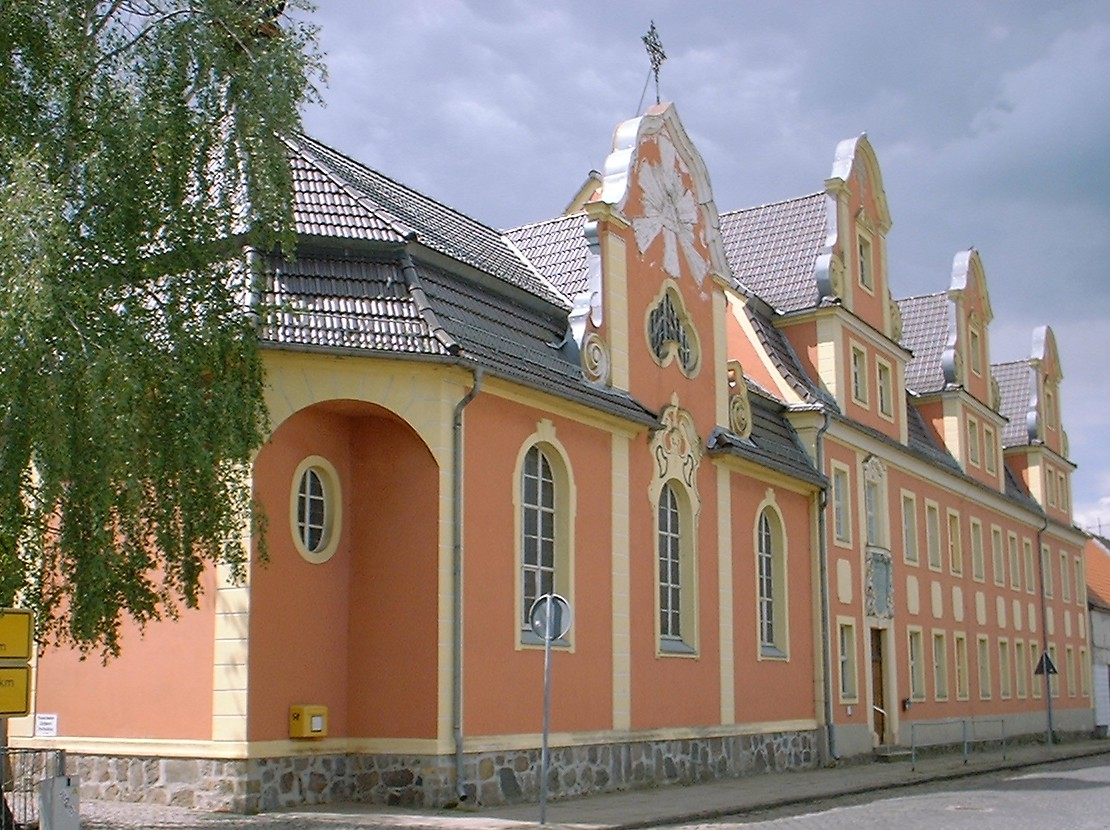
Stift zum Heiligen Geist in Zahna in Sachsen-Anhalt, Deutschland

Das Hospital zum heiligen Geist in Zahna, Ortsteil von Zahna-Elster im Landkreis Wittenberg wurde 1336 von Herzog Rudolf I. von Sachsen-Wittenberg gegründet und ist heute ein Kulturdenkmal.
1547 brannte das Hospital ab. Danach wurde es nebst einer Kapelle und eigenen Landwirtschaftgebäuden mit Unterstützung des Herzogs Moritz von Sachsen wieder aufgebaut. 1637 brannte das Hospital aufgrund von Kampfhandlungen erneut ab. Erst 1754 wurde ein Nachfolgebau des im Dreißigjährigen Krieg zerstörten Hospitals als böhmischer Barockbau errichtet. 1878 wurde die jetzige Stiftskapelle errichtet, von 1906 bis 1907 wurde das Anstaltsgebäude erweitert und der heutige Ausbauzustand erreicht.
Das Hospitalgebäude in der Jüterboger Straße diente als Altenheim, in dem einheimischen hilfsbedürftigen Personen Wohnung und Beköstigung gewährt wurden.
1997 wurde das Altenheim geschlossen und in eine Förderstiftung umgewandelt. Ihrem ursprünglichen Zweck der Altenhilfe ist die Stiftung auch heute noch verpflichtet.
Im Denkmalverzeichnis des Landes Sachsen-Anhalt ist das Hospital unter der Erfassungsnummer 094 36087 als Baudenkmal verzeichnet. Die Kapelle wird als Teilobjekt unter der Nummer 094 36087 001 geführt.